# 三垛镇
三垛镇是中华人民共和国江苏省扬州市高邮市下辖的一个镇。是高邮三大镇（三垛，临泽镇，界首镇）之首，位于高邮湖东约27公里，沿邮兴公路以及北澄子河（京杭大运河支流，60年代开挖的人工运河）。

## 历史
为南宋岳飞抗金重要据点，因岳家军囤粮数垛于此而得名“三垛”。三垛东桥树立有岳飞像（1991年）。
1945年4月21日 三垛河口伏击战--新四军击退日伪军的战役
2013年8月15日，江苏省人民政府批复同意撤销司徒镇、三垛镇，将原司徒镇、三垛镇行政区域合并设立新的三垛镇。镇人民政府驻原三垛镇少游路西侧（光明社区境内）。

## 行政区划
三垛镇下辖以下村级行政区划单位：
前进社区、东风社区、光明社区、二沟社区、武宁社区、茆吴村、春生村、东楼村、林阳村、二沟村、俞胡村、南丰村、剑鸣村、保安村、武宁村、少游村、大卢村、柳南村、港河村、三百六村、司徒社区、柘垛村、司徒村、米仓村、兴联村、官垛村、耿庭村和水产良种场生活区。

## 经济
八十年代，乡镇经济蓬勃发展，私营经济也曾如雨后春笋般欣欣向荣，但随着苏北乡镇经济和集体经济的逐渐破败，三垛镇的经济发展也不尽人意。近几年兴建三垛经济技术开发区，期望能通过吸引投资来振兴经济，对工业经济的发展有一定的效果。因应工业区发展的需要，镇内有三星级酒店-金茂大酒店，目前这是高邮市除了高邮镇之外的唯一一家创办于乡镇的三星级酒店，对于招商引资有一定的正面效果。
三垛澄子河南将开发新的工业区，紧邻贯穿扬州南北的安大公路，相信这将是三垛经济起飞的新引擎。

## 交通
公路：
邮兴公路连接高邮和邻县兴化市。北澄子河承担了高邮往盐城方向的漕运。三阳河现已成为国家南水北调工程的重要枢纽。
2007年，省级公路安大公路的建成通车，使得三垛镇成为扬州东部三横一纵公路交通网的重要枢纽，这对本地经济的前景有较大的利好。
机场：
苏北正在新建的支线机场-苏中江都机场（服务于扬州和泰州地区，辐射周边），距离三垛镇仅有三十公里，驱车仅耗时半小时左右。这一优良的区位优势将为三垛创造了极大的发展机遇。

## 教育
三垛中学，曾与高邮中学相提并论，六七十年代师资力量相当雄厚，但改革开放以来未见有大的发展。三垛中学现已分为三垛初级中学和三垛高中两个互不隶属的实体。其中初级中学首三垛镇当地文教部门管辖，而高级中学为市直机关。
三垛小学，有悠久的历史，进入21世纪后，原来的将近百年的校舍被逐渐废弃，搬入了原三垛中学的校址，并新建了一部分校舍，更新了教学设备，包括信息科学技术的教学设备。尽管近年来存在市级小学对当地较富裕阶层儿童生源的竞争，三垛小学仍然保持了生机勃勃的办学风气，这与校领导班子认真负责，严谨治校的措施是分不开的。
三垛生源每年考上省重点中学扬州中学和高邮中学的数目并不少，这也是使得三垛每年重点大学新生的入学率维持一个相对不错的水平，延续了三垛作为苏北重镇的优良教育传统。

## 名人
- 姜恩柱前外交部副部长，新华社驻香港分社社长。
- 秦观， 字少游， 北宋婉约派词人。